# Серебряное (Тамбовская область)
Сере́бряное — деревня в Ржаксинском районе Тамбовской области России. Входит в состав Золотовского сельсовета.

## География
Деревня находится на расстоянии 19 км к северу от посёлка городского типа Ржакса, административного центра района, и 67 км к юго-востоку от города Тамбов, административного центра области.

### Часовой пояс
Деревня Серебряное, как и вся Тамбовская область, находится в часовой зоне МСК (московское время). Смещение применяемого времени относительно UTC составляет +3:00.

## Население
| 2002 | 2010 |
| ---- | ---- |
| 290  | ↘253 |

### Национальный состав
Согласно результатам переписи 2002 года, в национальной структуре населения русские составляли 95 % из 290 чел.